# Bailando (canción de Alaska y los Pegamoides)
«Bailando» es una canción interpretada por el grupo español Alaska y los Pegamoides incluida en su álbum de estudio debut, Grandes éxitos. La compañía discográfica Hispavox la publicó el 15 de mayo de 1982 como el primer sencillo del álbum. Fue compuesta por Carlos Berlanga y Nacho Canut, mientras que el propio grupo la produjo. En un documental sobre la movida madrileña, se explicó que la canción fue compuesta como una respuesta a la música disco, que representaba una de las reivindicaciones de los Pegamoides en contra de las campañas de descrédito impulsadas por los sectores más conservadores del rock.
En el plano musical, «Bailando» es una canción de género disco con claras influencias de la canción «Cuba» de Gibson Brothers. Canut ha reconocido que también fue influenciada por el grupo Chic y su tema «I Want Your Love». La letra de la canción presenta un tono irónico, relatando la historia de una persona que pasa todo el día bailando y bebiendo, destacando las secuelas físicas que esa actividad deja en su cuerpo. Alaska y los Pegamoides, grabaron una versión en inglés, titulada «Dancing», que se lanzó sin éxito en el Reino Unido, Francia y otros países europeos. 

## Composición
La canción fue compuesta por Nacho Canut y Carlos Berlanga, quienes fueron los autores de la mayoría de las canciones de Pegamoides. 

## Lanzamiento y recepción
Hispavox publicó «Bailando» el 15 de mayo de 1982 como el primer sencillo de Grandes éxitos, después de que este se lanzase en abril de ese mismo año. Logró alcanzar el primer lugar en la lista de sencillos más vendidos de España, manteniéndose durante varias semanas consecutivas. Fue publicada en diversos países hispanohablantes como Perú, Guatemala y México, y angloparlantes como Canadá y Reino Unido, sin lograr ingresar en ningún chart.

## Lista de canciones y formatos
| Sencillo de 7" |                                        |          |  |
| N.º            | Título                                 | Duración |  |
| 1.             | «Bailando» (versión corta)             | 3:43     |  |
| 2.             | «La rebelión de los electrodomésticos» | 1:24     |  |
| 3.             | «Vértigo»                              | 1:31     |  |

| Sencillo de 7" |                            |          |  |
| N.º            | Título                     | Duración |  |
| 1.             | «Bailando» (versión corta) | 3:43     |  |
| 2.             | «Bailando» (versión larga) | 5:10     |  |

| Sencillo de 7" |           |          |  |
| N.º            | Título    | Duración |  |
| 1.             | «Dancing» | 5:10     |  |
| 2.             | «Redrum»  | 5:10     |  |

| Sencillo de 7" |                |          |  |
| N.º            | Título         | Duración |  |
| 1.             | «Dancing»      | 5:10     |  |
| 2.             | «Alta tensión» | 2:53     |  |

| Sencillo de 7" |                            |          |  |
| N.º            | Título                     | Duración |  |
| 1.             | «Bailando» (versión corta) | 3:43     |  |
| 2.             | «Dancing»                  | 3:43     |  |

| Maxisencillo de 12" |                            |          |  |
| N.º                 | Título                     | Duración |  |
| 1.                  | «Bailando» (versión larga) | 5:10     |  |
| 2.                  | «Dancing»                  | 5:10     |  |

| Maxisencillo de 12" |                            |          |  |
| N.º                 | Título                     | Duración |  |
| 1.                  | «Bailando» (versión corta) | 3:43     |  |
| 2.                  | «Bailando» (versión larga) | 5:10     |  |

| Maxisencillo de 12" |                                                 |          |  |
| N.º                 | Título                                          | Duración |  |
| 1.                  | «Dancing»                                       | 5:10     |  |
| 2.                  | «Redrum»                                        | 2:13     |  |
| 3.                  | «La tribu de las Chochoni» (con Fabio McNamara) | 3:00     |  |

## Vídeo musical
El único videoclip de este sencillo se grabó en 1982 en la discoteca Joy Eslava de Madrid para el programa televisivo Aplauso de TVE. En él aparece el grupo completo (sin Carlos Berlanga) bajando las escaleras, mientras Alaska canta en un escenario junto a los otros miembros del grupo que se han cambiado los instrumentos. La estética del grupo pasó a ser siniestra completamente y en varias ocasiones fueron acusados de imitar al grupo inglés Siouxsie & the Banshees.

## Posicionamiento en listas
| Lista (1982)   | Posición |
| -------------- | -------- |
| España (AFYVE) | 1        |

## Historial de lanzamientos
| País         | Fecha | Formato | Discográfica    |
| ------------ | ----- | ------- | --------------- |
| España       | 1982  | 7" 12"  | Hispavox        |
| Canadá       | 1982  | 7"      | Able Records    |
| Países Bajos | 1982  | 7" 12"  | CNR Music       |
| México       | 1982  | 12"     | Gamma           |
| Reino Unido  | 1982  | 7" 12"  | Kingdom Records |
| Francia      | 1982  | 7" 12"  | Black Scorpio   |
| Portugal     | 1982  | 7"      | Hispavox        |
| Alemania     | 1982  | 7"      | Metronome       |
| Perú         | 1982  | 7"      | Hispavox        |

## Versión de Alaska + Dinarama

### Antecedentes y composición
En 1987, el grupo Alaska + Dinarama decide grabar de nuevo la canción bajo el nombre de «Bailando (Radio-Mix)», para su álbum recopilatorio Diez en el que se vuelven a grabar otras canciones de Pegamoides y Dinarama. Fue lanzada como primer sencillo del álbum en 1987. Tuvo gran repercusión en parte de Hispanoamérica y el Reino Unido, donde fue lanzada otra versión remezclada.

### Formatos
| Sencillo de 7" |                        |          |  |
| N.º            | Título                 | Duración |  |
| 1.             | «Bailando» (Radio-Mix) | 3:48     |  |
| 2.             | «Bailando» (Midi-Mix)  | 3:45     |  |

| Sencillo de 7" |                                 |          |  |
| N.º            | Título                          | Duración |  |
| 1.             | «Bailando» (Balearic Matey Mix) | 5:35     |  |
| 2.             | «Bailando» (Ácido Español Mix)  | 4:26     |  |

| Maxisencillo de 12" |                                 |          |  |
| N.º                 | Título                          | Duración |  |
| 1.                  | «Bailando» (Balearic Matey Mix) | 5:35     |  |
| 2.                  | «Bailando» (Ácido Español Mix)  | 4:26     |  |

| Maxisencillo de 12" |                        |          |  |
| N.º                 | Título                 | Duración |  |
| 1.                  | «Bailando» (Do-Re-Mix) | 6:36     |  |
| 2.                  | «Bailando» (Midi-Mix)  | 3:45     |  |
| 3.                  | «Bailando» (Radio-Mix) | 3:48     |  |

### Posicionamiento en listas
| Lista (1987-88)   | Posición |
| ----------------- | -------- |
| España (AFYVE)    | 8        |
| Reino Unido (OCC) | 86       |

## Otras versiones
En 2019 fue versionada por Bebe, en el programa de La 1 de TVE La mejor canción jamás cantada.
En 1987 fue versionada por el grupo hispano-chileno Nadie, como posible sencillo para un segundo álbum